# Powiat tomaszowski (województwo lubelskie)
Powiat tomaszowski – powiat w Polsce (województwo lubelskie) odtworzony w 1999 roku w ramach reformy administracyjnej. Jego siedzibą jest miasto Tomaszów Lubelski.

## Podział administracyjny
| Gmina                  | Powierzchnia | Ludność | Gęstość      | Siedziba          |
| ---------------------- | ------------ | ------- | ------------ | ----------------- |
| Gmina miejska          |              |         |              |                   |
| Tomaszów Lubelski      | 13,29 km²    | 20 222  | 1522 os./km² | Tomaszów Lubelski |
| Gminy miejsko-wiejskie |              |         |              |                   |
| Lubycza Królewska      | 208,09 km²   | 6692    | 32 os./km²   | Lubycza Królewska |
| Łaszczów               | 129,32 km²   | 6502    | 50 os./km²   | Łaszczów          |
| Tyszowce               | 128,31 km²   | 6179    | 48 os./km²   | Tyszowce          |
| Gminy wiejskie         |              |         |              |                   |
| Bełżec                 | 33,52 km²    | 3477    | 104 os./km²  | Bełżec            |
| Jarczów                | 105,65 km²   | 3579    | 34 os./km²   | Jarczów           |
| Krynice                | 73,55 km²    | 3629    | 49 os./km²   | Krynice           |
| Rachanie               | 89,25 km²    | 5675    | 64 os./km²   | Rachanie          |
| Susiec                 | 190,77 km²   | 7761    | 41 os./km²   | Susiec            |
| Tarnawatka             | 82,87 km²    | 4041    | 49 os./km²   | Tarnawatka        |
| Telatyn                | 111,77 km²   | 4402    | 39 os./km²   | Telatyn           |
| Tomaszów Lubelski      | 175,91 km²   | 10 865  | 62 os./km²   | Tomaszów Lubelski |
| Ulhówek                | 146,63 km²   | 5175    | 35 os./km²   | Ulhówek           |

## Miasta
Na terenie powiatu znajdują się cztery miasta:
- Tomaszów Lubelski (20 222 mieszk. • 13,29 km² • 1522 os./km²)
- Łaszczów (ok. 2300 mieszk. • 5 km² • 460 os./km²)
- Tyszowce (2186 mieszk. • 17,85 km² • 122 os./km²)
- Lubycza Królewska (ok. 1700 mieszk.)

oraz sześć wsi, które w przeszłości były miastami:
- Bełżec (ok. 2700 mieszk.) miasto 1607–1670
- Jarczów (ok. 900 mieszk.) miasto 1775–1869
- Łaszczówka (ok. 750 mieszk.) miasto 1610–1764
- Mosty Małe (ok. 90 mieszk.) miasto 1750–1785
- Potoki (ok. 150 mieszk.) miasto 1763–1789
- Rachanie (ok. 1700 mieszk.) miasto 1426–1772

## Historia
Pod okupacją niemiecką powiat tomaszowski został zniesiony a jego obszar wszedł w skład następujących powiatów (należących do dystryktu lubelskiego Generalnego Gubernatorstwa):
- zamojskiego: miasto Tomaszów Lubelski oraz gminy Jarczów, Komarów, Kotlice, Krynice, Łaszczów, Majdan Górny, Majdan Sopocki, Pasieki, Rachanie, Tarnawatka i Tyszowce
- hrubieszowskiego: gminy Poturzyn i Telatyn

Na mocy dekretu PKWN z 21 sierpnia 1944 (Art. 12) uchylono podział administracyjny wprowadzony przez okupanta przez co powstał ponownie powiat tomaszowski. W związku z likwidacją pobliskiego powiatu rawskiego (po przejęciu większej części jego obszarów przez ZSRR), następujące gminy przyłączono do powiatu tomaszowskiego:
- gminę Lubycza Królewska – podczas wojny w powiecie rawskim (Landkreis Rawa Ruska, dystrykt Galicja)
- gminę Uhnów – utworzoną w 1940 w powiecie rawskim (Landkreis Rawa Ruska, dystrykt Galicja) z obszaru przedwojennej gminy Wierzbica oraz pozbawionego praw miejskich Uhnowa
- gminę Bełżec – podczas wojny w powiecie zamojskim (Landkreis Zamość, dystrykt lubelski); ze względu na specyficzne położenie, gmina Bełżec nie mogła pozostać w powiecie zamojskim po odtworzeniu powiatu tomaszowskiego, ponieważ stanowiłaby jego odległą eksklawę

W ramach korekty, władze polskie przeniosły do powiatu tomaszowskiego 9 sierpnia 1945 roku także gminę Tarnoszyn, należącą przed wojną do powiatu rawskiego, a podczas wojny włączoną przez okupanta do powiatu hrubieszowskiego (Landkreis Hrubieszów, dystrykt lubelski); gmina Tarnoszyn leżała dużo bliższej Tomaszowa Lubelskiego niż Hrubieszowa (w skład gminy Tarnoszyn wszedł także pas przedzielonej granicą gminy Bruckenthal). Po wojnie nie przywrócono natomiast praw miejskich Uhnowowi, zachowując równocześnie utworzoną przez Niemców gminę Uhnów (nie przywrócono gminy Wierzbica).
Na mocy umowy o zmianie granic z 15 lutego 1951, Polska odstąpiła ZSRR fragment województwa lubelskiego z miejscowościami Bełz (obecnie Белз), Uhnów (Угнів), Krystynopol (Червоноград), Waręż (Варяж), Chorobrów (Хоробрів) oraz lewobrzeżną część Sokala – Żwirkę (Жвирка), wraz z linią kolejową Rawa Ruska – Krystynopol. Obecnie miasta te znajdują się na terenie rejonu sokalskiego w obwodzie lwowskim (Сокальський район, Львівська область). Korekta dotyczyła 7 gmin: Bełz, Chorobrów, Dołhobyczów, Krystynopol, Uhnów, Tarnoszyn i Waręż, z których tylko gmina Krystynopol została włączona w całości do ZSRR.

## Demografia
Liczba ludności (dane z 30 czerwca 2005):
|        | Ogółem | Ogółem | Kobiety | Kobiety | Mężczyźni | Mężczyźni |
| osób   | %      | osób   | %       | osób    | %         |           |
| ------ | ------ | ------ | ------- | ------- | --------- | --------- |
| Ogółem | 89 172 | 100    | 45 148  | 50,63   | 44 024    | 49,37     |
| Miasto | 22 563 | 25,30  | 11 779  | 13,21   | 10 784    | 12,09     |
| Wieś   | 66 609 | 74,70  | 33 369  | 37,42   | 33 240    | 37,28     |

▶Wieś vs ▶miasto
Ogółem (▶k, ▶m)
Miasto (▶k, ▶m)
Wieś (▶k, ▶m)

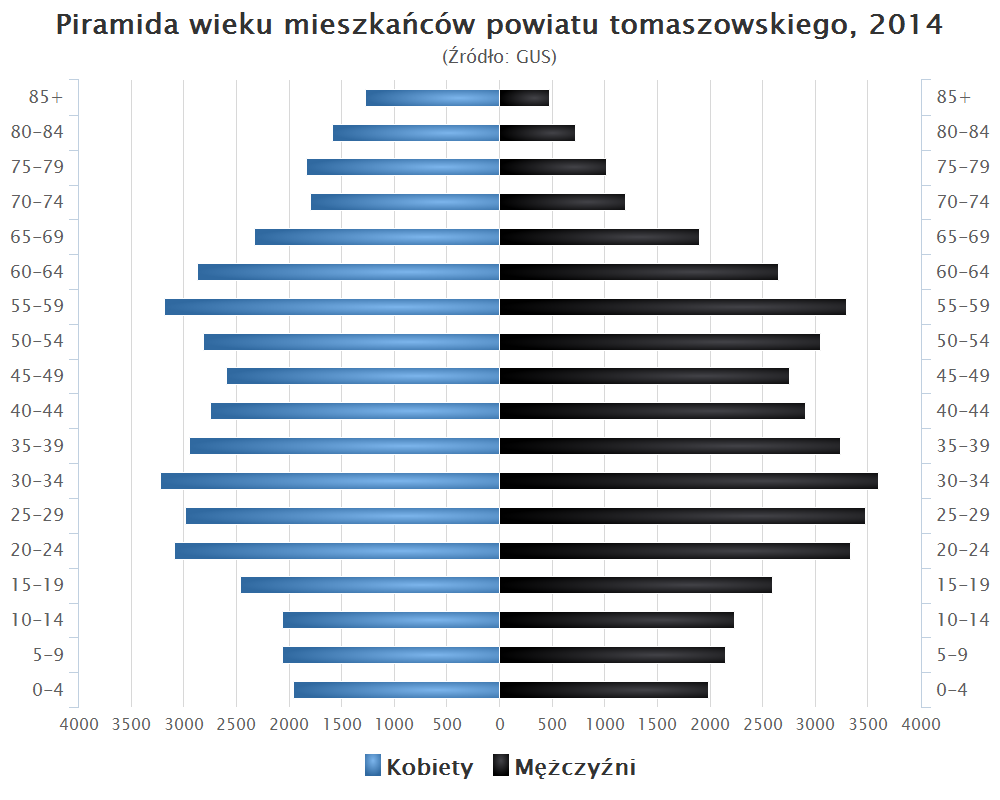
Piramida wieku mieszkańców powiatu tomaszowskiego w 2014 roku

Według danych z 31 grudnia 2019 roku powiat zamieszkiwały 82 762 osoby. Natomiast według danych z 30 czerwca 2020 roku powiat zamieszkiwało 82 337 osób.

## Gospodarka
W końcu września 2019 liczba zarejestrowanych bezrobotnych w powiecie obejmowała ok. 2,1 tys. mieszkańców, co stanowi stopę bezrobocia na poziomie 5,9% do aktywnych zawodowo.

## Starostowie tomaszowscy
Na podstawie źródła:
- Edward Żuk (1 stycznia 1999 – 24 listopada 2006)
- Jan Kowalczyk (24 listopada 2006 – 19 listopada 2018)
- Henryk Karwan (19 listopada 2018 – nadal)

## Sąsiednie powiaty
- powiat biłgorajski
- powiat zamojski
- powiat hrubieszowski
- powiat lubaczowski (woj. podkarpackie)